# 原胞
原始晶胞（Primitive cell），或稱基本胞，簡稱原胞，是單位晶胞（Unit cell）的一種，在几何，固体物理和矿物学上，特别是描述晶体结构时，为具有二维、三维或者其他维度平移对称性的简单点阵结构的最小单元。原始晶胞是體積最小的晶胞，只占用一個晶格點。我们可以用晶格原胞的几何结构来对晶格进行分类。